# 陳慶偉
陳慶偉（英語：Andrew Chan Hing-wai，1961年—）香港法律專業人士，畢業於倫敦大學。2012年獲委任為香港高等法院原訟法庭法官，港版國安法指定法官。

## 簡歷
- 1989年 倫敦大學法學士
- 1990年 英國（格雷律師學院）、香港大律師資格
- 1998年 裁判官
- 2007年 區域法院法官
- 2012年 高等法院原訟法庭法官

## 司法生涯
陳慶偉於2015年獲委任為調查鉛水事件委員會的主席，調查2015年香港食水管道含重金屬超標事件。報告批評水務署、房委會、承建商集體失職，但並無點名誰人要為事件負責。他亦曾審議曾蔭權涉貪案、佔旺藐視法庭案、唐琳玲法院偷拍案及杜軍案。
陳慶偉曾於曾蔭權涉貪案的判詞中批評曾蔭權邀請社會知名人士到庭旁聽，意圖影響陪審團對他的印象。大律師公會發表聲明指擔憂陳慶偉暗示部分公眾人士或不適合出席刑事審訊，並強調公眾有見證正當法律程序的權利。